# Aivove, Bahciîsarai
Aivove (în ucraineană Айвове) este un sat în comuna Tinîste din raionul Bahciîsarai, Republica Autonomă Crimeea, Ucraina.

## Demografie
Componența lingvistică a localității Aivove
     Rusă (70,47%)
     Tătară crimeeană (20,37%)
     Ucraineană (8,35%)
     Alte limbi (0,41%)
Conform recensământului din 2001, majoritatea populației localității Aivove era vorbitoare de rusă (70,47%), existând în minoritate și vorbitori de tătară crimeeană (20,37%) și ucraineană (8,35%).